# Charles Davidson Bell
Charles Davidson Bell (1813-1882) foi um general que prestou serviços na Colônia do Cabo em meados do século XIX. Tornou-se conhecido por seus desenhos em selos e material de filatelia.